# 데렌 브라운
데런 브라운 (Derren Brown, 1971년 2월 27일 ~ )은 영국의 유심론자, 유심론 마술을 전문으로 하는 마술사이다. 별명은 “마음을 조작하는 악마”, “마음의 마술사” 등으로도 불린다. 대부분의 유심론자는 독심술, 예언 등이 주종목이지만, 그는 그 외에 심리학이나 최면 등을 사용한 퍼포먼스를 잘하며, 몇개의 TV 시리즈에서 독자적인 노선을 보이고 있다.
1971년 2월 27일, 크로이던에서 출생했다. 브리스틀 대학교에서 법률과 독일어를 배웠고, 마술과 최면술을 배우고, 재학중에 바나 레스토랑에서 시연했다. 1999년에 영국의 채널 4 방송국에서 “Mind Control”이라는 방송이 제작된다. “Mind Control”의 TV 시리즈 외에 “Trick of the Mind”, “Russian Roulette”(대부분이 생중계), “Séance”, “Messiah”, “The Heist”, “The System” 등이 방영됐다. 그 대부분은 DVD화되어있다.
2007년에 인디펜던트지의 인터뷰에서 자신이 게이인 것을 알렸다.